# Epigamia labordai
Epigamia labordai är en ringmaskart som först beskrevs av San Martín och Lòpez 2002.  Epigamia labordai ingår i släktet Epigamia och familjen Syllidae. Arten har ej påträffats i Sverige. Inga underarter finns listade i Catalogue of Life.